# Georgie (Manga)
Georgie (jap. ジョージィ!, Jōjī!) ist eine Manga-Serie, die von Man Izawa geschrieben und von Yumiko Igarashi gezeichnet wurde. Der Manga, der von 1982 bis 1984 in etwa 800 Seiten erschien, war ursprünglich vor allem für jugendliche Mädchen konzipiert und ist damit der Shōjo-Gattung zuzuordnen. Er wurde 1983 auch als Anime-Fernsehserie umgesetzt.

## Handlung
Das Mädchen Georgie lebt in der zweiten Hälfte des 19. Jahrhunderts auf einer Farm in Australien mit ihren Brüdern Arthur und Abel, ihrer Mutter, ihrem Vater und ihrem Onkel. Sie erfährt, dass sie adoptiert wurde und ihre Eltern Adelige waren, bevor man sie aus England verbannt hat, weil sie durch eine Intrige des Grafen Dangering als politische Gegner der Monarchie bezichtigt wurden. Georgies Mutter wurde nach Australien versklavt, wo ihr die Flucht gelang. Auf der Flucht wurde die Mutter jedoch bei einem Unwetter von einem Baum erschlagen. Der Farmer Butman fand die Mutter mit dem Kind und adoptierte dieses.
Arthur und Abel verlieben sich in der Pubertät allerdings beide in sie. Wie es scheint, gehört Georgies Herz aber einem adeligen Jungen aus England – Lowell. Er verspricht sie zu heiraten, aber zunächst muss er seine Verlobung mit Elise, die er seit Kindertagen kennt, lösen. Als Arthur und Abel Georgie ihre Liebe gestehen, reist sie nach England, um mehr über ihre wahre Familie zu erfahren und um Lowell wieder zu treffen. Arthur und Abel folgen ihr, um sie zu beschützen und zurückzuholen.
In England findet Georgie Lowell wieder, aber durch eine Intrige des Duke of Dangering, dem Onkel von Elise, war es ihm nicht möglich, die Verlobung zu lösen. Als die Hochzeitsvorbereitungen beginnen, fliehen Georgie und Lowell aufs Land, wo Lowell schwer erkrankt. Nur eine Operation kann ihn retten, doch Georgie schafft es nicht, das nötige Geld aufzutreiben. Deshalb entscheidet sie sich dazu, Lowell mit Hilfe eines Schlafmittels heimlich zu Elise zurückzubringen, damit er geheilt wird. Kurze Zeit später findet sie ihren Vater in London wieder und erfährt mehr über ihre Herkunft.
Seit seiner Ankunft in London wird Arthur vom Duke of Dangering gefangen gehalten, da er zufällig von dem Attentat auf die Königin erfahren hat. Bevor es dem Duke möglich ist Arthur zu töten, wird er von Georgie und Abel befreit. Georgies Vater und andere bringen Beweise für die Intrigen und Verrätereien Dangerings vor und er wird verhaftet.
Georgie trifft Lowell nach seiner Operation auf einem Ball wieder und erklärt ihm, weshalb sie ihn verlassen musste. Sie kommen nicht wieder zusammen, obwohl beide noch einander lieben. Georgie beschließt, mit ihren Brüdern zurück nach Australien zu gehen und lässt ihren Vater in England zurück.
Georgie findet endlich ihre wahren Gefühle für Abel. Beide erwarten ein Kind. Das Schicksal im Manga meint es nicht gut mit Abel. Er wird hingerichtet. Georgie trifft in Australien ihren anderen Stiefbruder Arthur. Und zusammen entscheiden sie sich, das Kind großzuziehen.

## Veröffentlichungen
Der Manga erschien in Japan von 1982 bis 1984 in Einzelkapiteln im Manga-Magazin Shōjo Comic, das zu dieser Zeit eine Auflage von 300.000 hatte. Der Shōgakukan-Verlag gab diese Einzelkapitel auch in insgesamt fünf Sammelbänden heraus. Ende der 1980er Jahre erschien bei Chuokoronsha eine Neuauflage des Mangas. 1996, 2004, 2006 und 2007 folgten weitere Neuauflagen.
Der Manga wurde auch in Indonesien, Hongkong, Südkorea, Spanien, von 1994 bis 1995 bei Star Comics in Italien und von 2006 bis 2007 bei Tonkam in Frankreich veröffentlicht. In Italien, Indonesien, Südkorea und Hongkong erschien der Manga allein unter Igarashis Namen. Zusätzlich beanspruchte Igarashi trotz der Mitauroenschaft Man Izawas den Großteil der Gewinne und die Lizenzrechte für sich, weshalb Izawa sie verklagte. Der Prozess ging am 25. Oktober 2001 zugunsten Izawas aus. Seit Juni 2025 erscheint eine deutsche Fassung bei Planet Manga. Die Übersetzung stammt von Jan Lukas Kuhn.

## Anime
Im Animationsstudio Tokyo Movie Shinsha (TMS Entertainment) entstand eine Zeichentrickserie auf Basis des Comics. Shigetsugu Yoshida führte Regie bei den 45 Episoden der Serie. Diese wurde vom 9. April 1983 bis zum 25. Februar 1984 erstmals im japanischen Fernsehen, auf dem Sender TV Asahi, ausgestrahlt. Die Serie ist kindlicher geraten als der Manga und wurde von Georgie!, wie der Manga heißt, auf Lady Georgie (レディジョージィ) umbenannt, weil man befürchtete, es könnte zu geschlechtsspezifischen Verwechslungen bezüglich des Namens Georgie kommen.
Die Serie wurde in viele Länder exportiert. Sie erschien etwa auf Französisch, Spanisch, Italienisch, Deutsch, Arabisch, Schwedisch und Philippinisch. Die deutschsprachige Synchronisation war als Georgie (ohne das Lady im Titel) ab Mitte der 1990er Jahre auf den Fernsehsendern tm3, RTL und RTL II zu sehen. 2006 und 2007 erschien die gesamte Serie in Deutschland auf zwei DVD-Boxen.
Die deutschen DVD-Boxen wurden von der DVD-Filmverleihfirma KSM Films herausgebracht und die Booklet-Scripte vom Illustrator boki.b geschrieben.

### Synchronisation
Die deutsche Synchronisation wurde von EuroArts Entertainment im Auftrag von RTL Plus angefertigt. Für Dialogbuch und Regie war Inez Günther verantwortlich.
| Rolle             | japanische Sprecher (Seiyū)      | deutsche Sprecher                                        |
| ----------------- | -------------------------------- | -------------------------------------------------------- |
| Georgie           | Yuriko Yamamoto                  | Sabine Bohlmann                                          |
| Abel Butman       | Hideyuki Hori Eiko Yamada (jung) | Marc Rosenberg                                           |
| Arthur Butman     | Isao Nagahisa Reiko Kitou (jung) | Manou Lubowski                                           |
| Lowell J. Grey    | Yūji Mitsuya                     | Philipp Moog                                             |
| Elise             | Sakiko Tamagawa                  | Linda Joy                                                |
| Duke of Dangering | Yoshirō Kitahara                 | Walter Reichelt                                          |
| Catherine         | Mami Koyama                      | Claudia Lössl                                            |
| Joy               | Harumi Ichiryūsai                | Alexandra Mink                                           |
| Silly Willy       |                                  | Christian Weygand                                        |
| Kapitän           | Tamio Ōki                        | Werner Abrolat (1. Stimme) Ulrich Bernsdorff (2. Stimme) |
| Schwester Kate    | Yuri Nashiwa                     | Ursula Wolff                                             |
| Erzähler          | Yasuko Endō                      | Doris Jensen                                             |